# La Dama del Manzanares

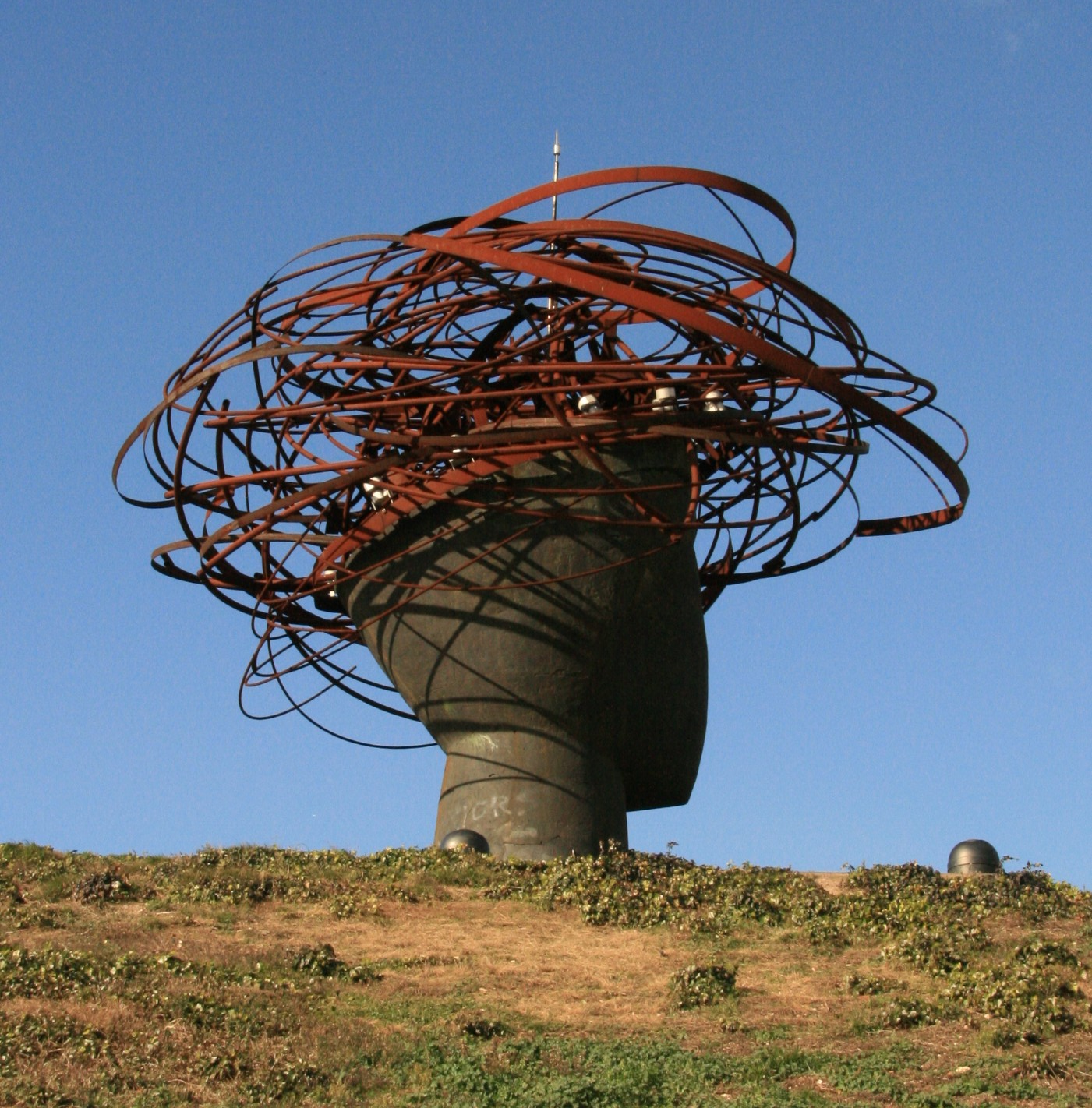
Detalle de La Dama del Manzanares.

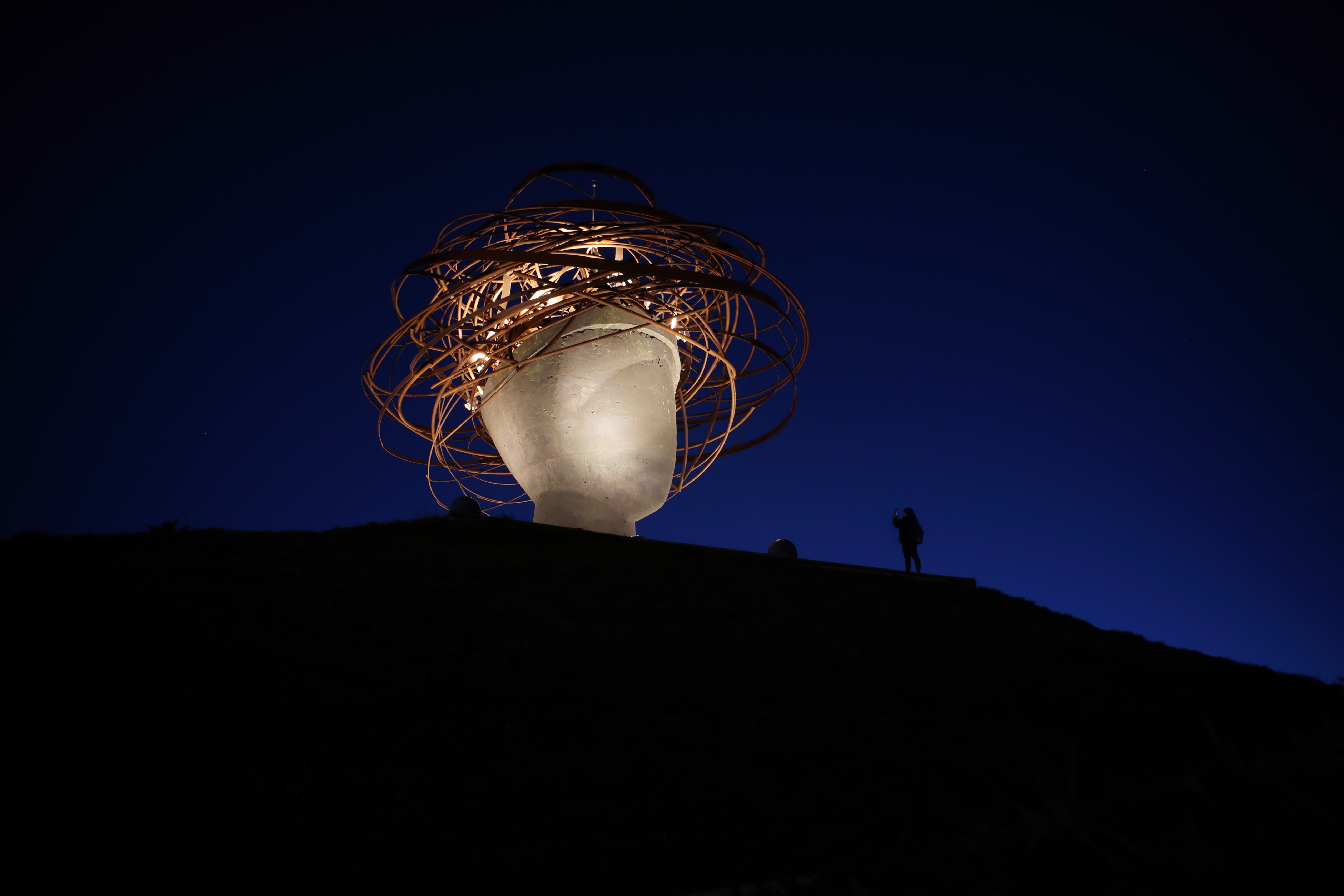
La Dama del Manzanares de noche.

La Dama del Manzanares es una escultura urbana situada en la ciudad española de Madrid. Se encuentra en el punto más alto del Parque Lineal del Manzanares, una zona ajardinada de 35 hectáreas articulada alrededor de las riberas del río homónimo, en las proximidades del denominado nudo sur de la autopista M-30.
La obra fue realizada en bronce y acero en el año 2003, a partir de un diseño del artista valenciano Manolo Valdés, uno de los fundadores del Equipo Crónica. Mide 13 metros de altura y pesa aproximadamente 8 toneladas. 
La escultura corona la cima del cerro artificial de La Atalaya, que fue elevado, a modo de mirador de la ciudad, sobre una plataforma piramidal de 21 m de altura, diseñada por el arquitecto Ricardo Bofill. Representa la cabeza de una mujer, con el rostro orientado hacia el norte, esto es, hacia el casco urbano madrileño. Está dedicada al río Manzanares.
En 2005 fue inaugurado un sistema de iluminación, que consta de 24 proyectores, cuyas tonalidades cambian con cada estación.